# Исак Самоковлия
Исак Самоковлия (на сърбохърватски: Isak Samokovlija) е босненски писател.
Роден е на 3 декември 1889 година в Горажде в еврейско семейство, произлизащо от преселници от Самоков, откъдето идва фамилното му име. Учи в Сараево, след което завършва медицина във Виенския университет. От 1921 година работи като лекар в различни босненски градове, а през 1925 година се установява в Сараево. Наред с лекарската си работа, започва да публикува свои разкази, често представящи ежедневието на еврейската общност в Сараево, като най-голяма известност придобива сборникът му „Хамалинът Самуел“ („Nosač Samuel“, 1946).
Исак Самоковлия умира на 15 януари 1955 година в Сараево.